# Centro Universitario de Ciencias Exactas e Ingenierías
El Centro Universitario de Ciencias Exactas e Ingenierías (CUCEI) es la división de la Universidad de Guadalajara en Jalisco, México, destinada a la educación superior relacionada con los campos de ingenierías, ciencias físicas, químicas y matemáticas. CUCEI actualmente atiende a 14 mil 581 alumnos en 18 licenciaturas y 18 programas de posgrado. Además cuenta con 216 investigadores del Sistema Nacional de Investigadores (SNI) y 380 profesores con reconocimiento Programa para el Desarrollo Profesional Docente (PRODEP).

## Historia
El instituto de Ciencias del estado de Jalisco se inauguró el 14 de febrero de 1827, contaba con carreras como medicina y cirugía, jurisprudencia ciencias físico matemáticas y matemáticas.
Al llegar al poder el partido conservador, el licenciado José Antonio Romero, clausura el Instituto, al tiempo que reabre la universidad mediante el decreto del 1º de septiembre de 1834. El licenciado Joaquín Angulo como gobernador del estado, determina en 1847 la existencia simultánea del Instituto y la Universidad, ahora con un programa de enseñanza liberal. En 1853, se decreta que el Instituto quede imbricado en la Universidad.
El 7 de septiembre de 1925, se establecen los fundamentos de la Escuela Politécnica, la Facultad de Ingenierías y la Facultad de Farmacia, primeras dependencias que anteceden al centro universitario.
Al fundarse definitivamente la Universidad, el 12 de octubre de 1925, termina la alternancia entre esta y el Instituto de Ciencias, producto de las disputas que causaban las diferencias en las líneas políticas de los gobiernos conservador y liberal. Que entonces estaba formada por la Facultad de Medicina, Facultad de Ingeniería y Politécnico, Facultad de Jurisprudencia, Facultad de Farmacia, Facultad de Comercio, Escuela Preparatoria de Jalisco, Escuela Preparatoria para señoritas y la Normal de Jalisco.
En 1937, la universidad fue reorganizada por Constancio Hernández Alvirde. Expidiendo la Ley Orgánica de la Universidad de Guadalajara, que contaba ya para esa fecha, en el ámbito de las ciencias exactas e ingenierías, con la Escuela Politécnica, Facultad de Ciencias Físico Matemáticas y Facultad de Ciencias Químicas y el Instituto Astronómico y Meteorológico.
La idea de formar un Instituto Tecnológico es concebida por el ingeniero Jorge Matute Remus, junto con un proyecto de construir una Ciudad Universitaria, este proyecto comenzó durante el periodo gubernamental del Gral. García Barragán (1943-1947), que aprobó la donación del terreno, y el 21 de agosto de 1947, en la reunión del Consejo Universitario, se aprueba su creación.
El 19 de septiembre de 1949, el Ingeniero Jorge Matute Remus inauguró las actividades en el Instituto Tecnológico de Guadalajara. A partir de esta fecha conforman el Instituto Tecnológico, las Facultades de Ciencias Químicas e Ingenierías y las escuelas de Arquitectura, Vocacional, Pre vocacional y Politécnica.
En 1980 fue creada la Facultad de Ciencias que ofrecía las carreras de Biología, Física y Matemáticas. Siendo estas dos últimas que se siguen ofreciendo en el campus.
El Consejo General Universitario en sesión extraordinaria del 5 de agosto de 1994, aprueba la creación de la Red Universitaria en el Estado de Jalisco. Dicha Red se conforma por Centros Temáticos, Centros Regionales, El Sistema de Educación Media Superior y la Administración General de la Universidad. Así, el 2 de mayo de 1994 el Consejo General Universitario dictamina aprobatorio la creación del CUCEI.

## Infraestructura
El área que compone el complejo universitario cubre cerca de 7.8 hectáreas de extensión,en las cuales se erigen 22 edificios conformado por 265 aulas, 133 laboratorios, 10 talleres, 4 auditorios y 2 edificios de aulas de cómputo.

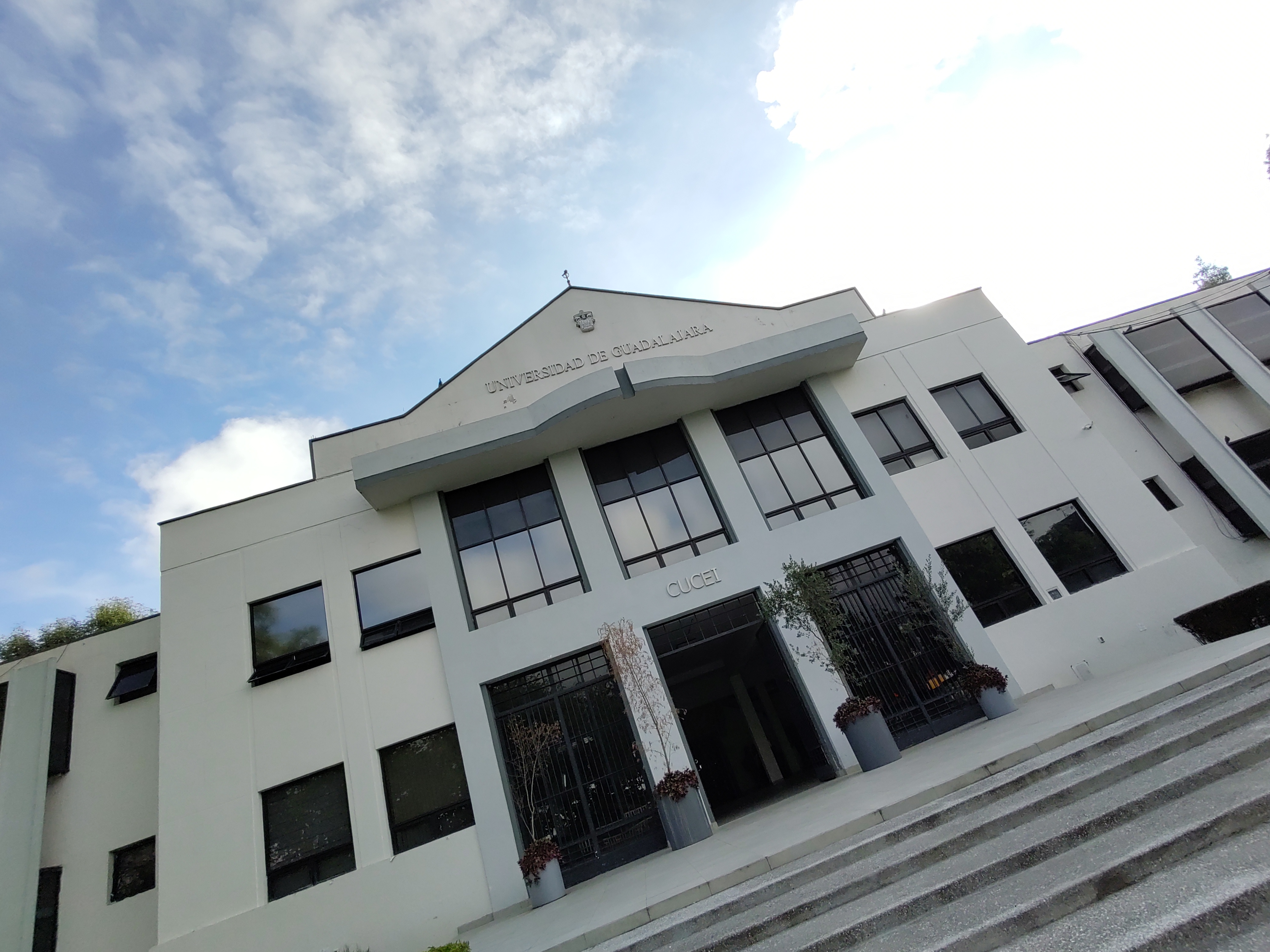
La rectoría del CUCEI en la actualidad

### Centro Integral de Documentación (CID)

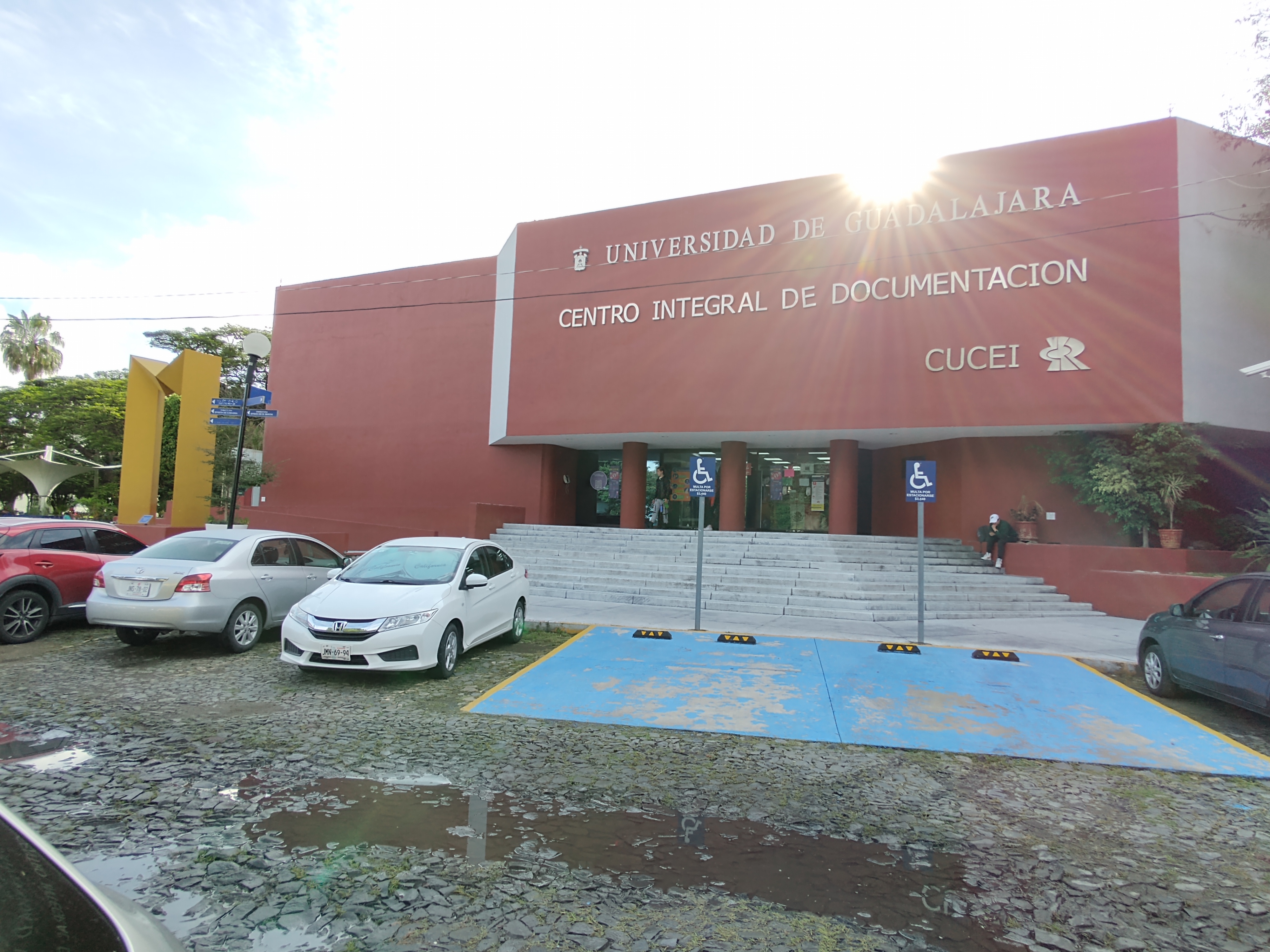
Fachada del Centro Integral de Documentación en la actualidad

La biblioteca de este centro universitario es conocida como Centro Integral de Documentación (CID), ofrece la posibilidad de consultar libros de materias como electrónica, computación, programación, informática, física, química, matemáticas, sociales, literatura, dibujo asistido así como libros técnicos y de aplicación, en español o inglés, en sus múltiples ramas. También se ofrece la posibilidad de consultar revistas científicas, libros antiguos y periódicos. Se cuenta con acceso a Internet y cubículos de estudio. Dentro de las instalaciones también se encuentra el Centro de Auto Acceso (CAA) en donde hay libros de referencia como diccionarios, cursos de idioma, así como programas de computadora que se pueden consultar para estudiar de forma independiente y sin enseñanza alguna algunos idiomas extranjeros, por ejemplo, japonés, francés, inglés o alemán. El acceso al material es gratuito, pero se requiere la credencial de estudiante vigente al semestre en curso, o bien se puede pasar por un curso sobre el trato del material para obtener una credencial de préstamo.
El CID, gracias al esfuerzo de la administración, de los trabajadores que la integran y personal voluntario, recibió el certificado ISO 9001: 2000 en el 7 de abril de 2004 que avala la calidad en los servicios bibliotecarios que ofrece el CUCEI de la Universidad de Guadalajara. De esta forma se convierte la primera biblioteca en Jalisco y una de las cinco primeras en el ámbito nacional en contar con este certificado de calidad. Las actividades para lograr este certificado iniciaron el 7 de septiembre de 2003 y la auditoría externa fue ejecutada el 9 de marzo de 2004, período en el que trabajaron con planeación, documentación e implementación. Estos trabajos fueron el detonador para que la mayoría de las bibliotecas de la red universitaria obtuvieran en conjunto el certificado ISO 9001 en el 2007. Actualmente el CID está certificado en la norma ISO 9001:2015.

### Laboratorios

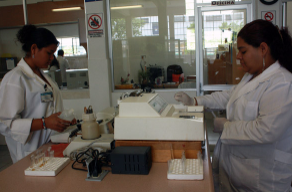
Laboratorio de Análisis Clínicos y Bacteriológicos de Vinculación

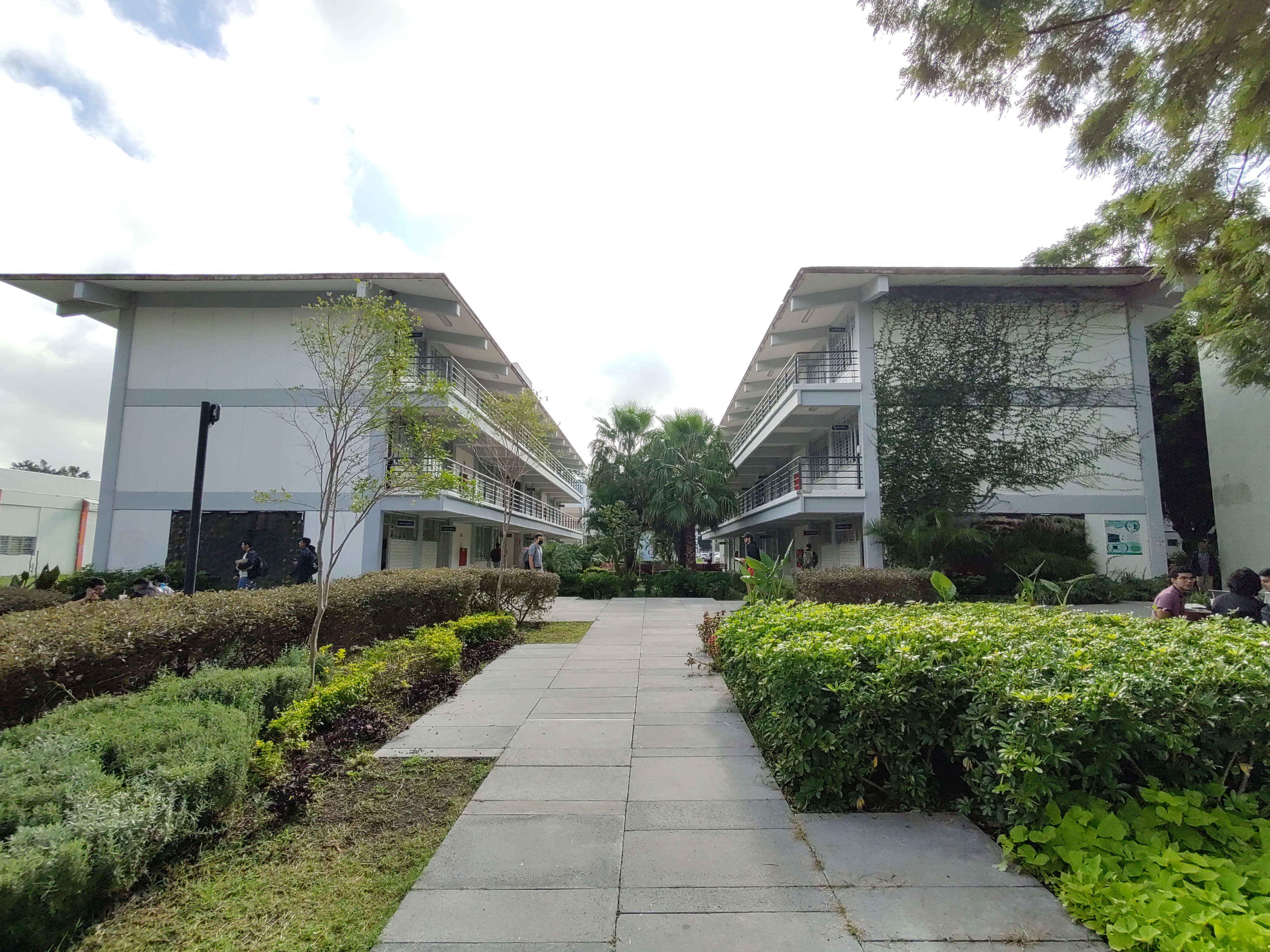
Laboratorios de Cómputo Alfa y Beta

Dada naturaleza práctica de las disciplinas que se imparten dentro del centro universitario, los laboratorios juegan un papel central en la investigación. A continuación se listan algunos de los laboratorios más importantes del centro considerando las áreas de investigación:
- Astrofísica
- Ingeniería civil
- Biotecnología
- Desarrollo de software
- Física cuántica
- Hidrometeorología y meteorología
- Ingeniería Alimentaria
- Nanotecnología
- Polímeros
- Procesos educativos en matemáticas
- Relatividad y gravitación
- Robótica
- Tecnología Farmacéutica

### Instituto de Astronomía y Meteorología

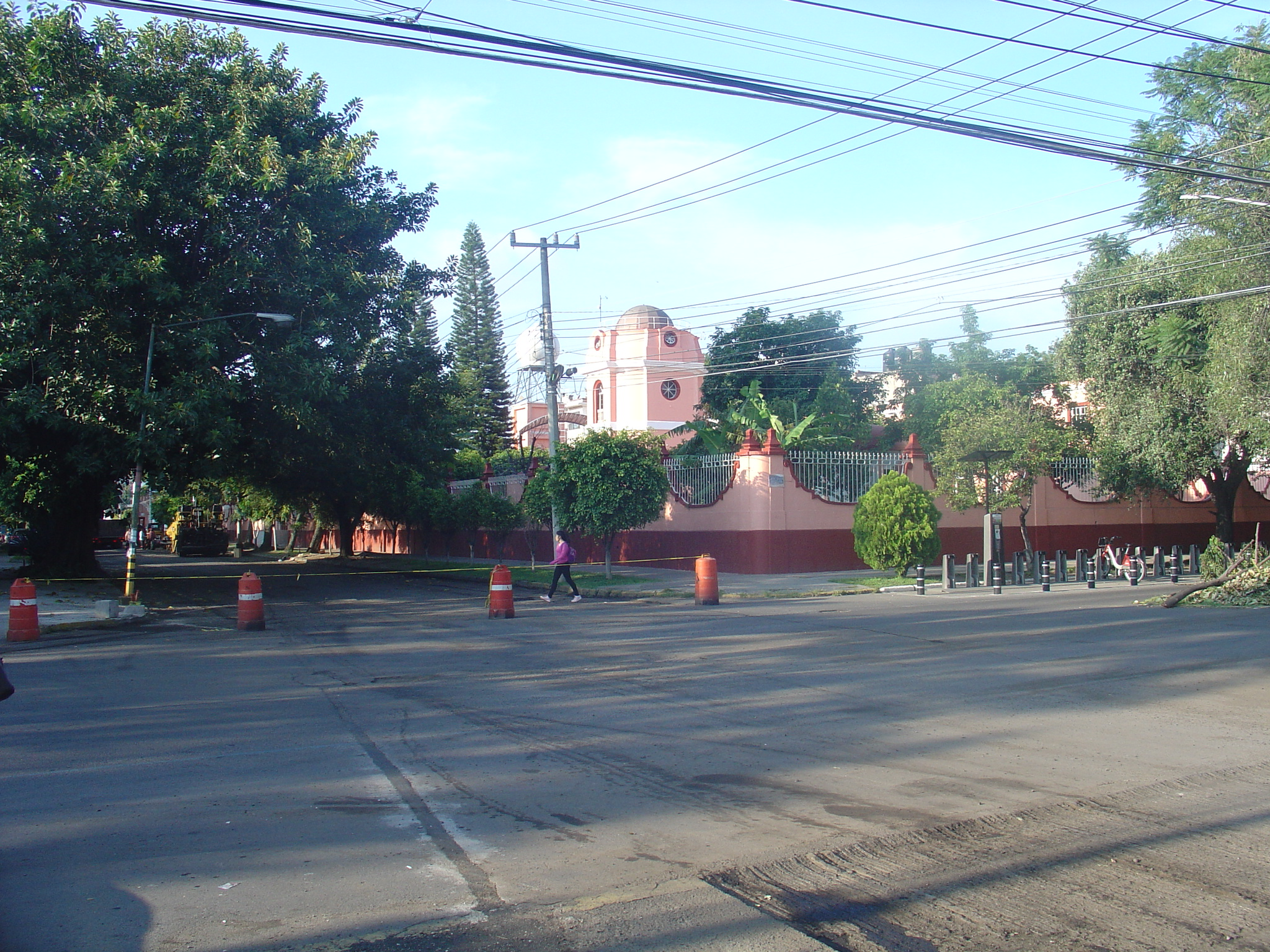
Vista actual del IAM UdeG desde Morelos y Severo Díaz

Al fundarse en su época moderna la Universidad de Guadalajara en 1925, el Observatorio Astronómico, Meteorológico y Sismológico del Estado se incorporó a ella como su primera dependencia dedicada esencialmente a la investigación científica, y aunque esta era su principal actividad, lo que sobresale en estos 76 años de labores continuas son las actividades de enseñanza y divulgación.

## Organización

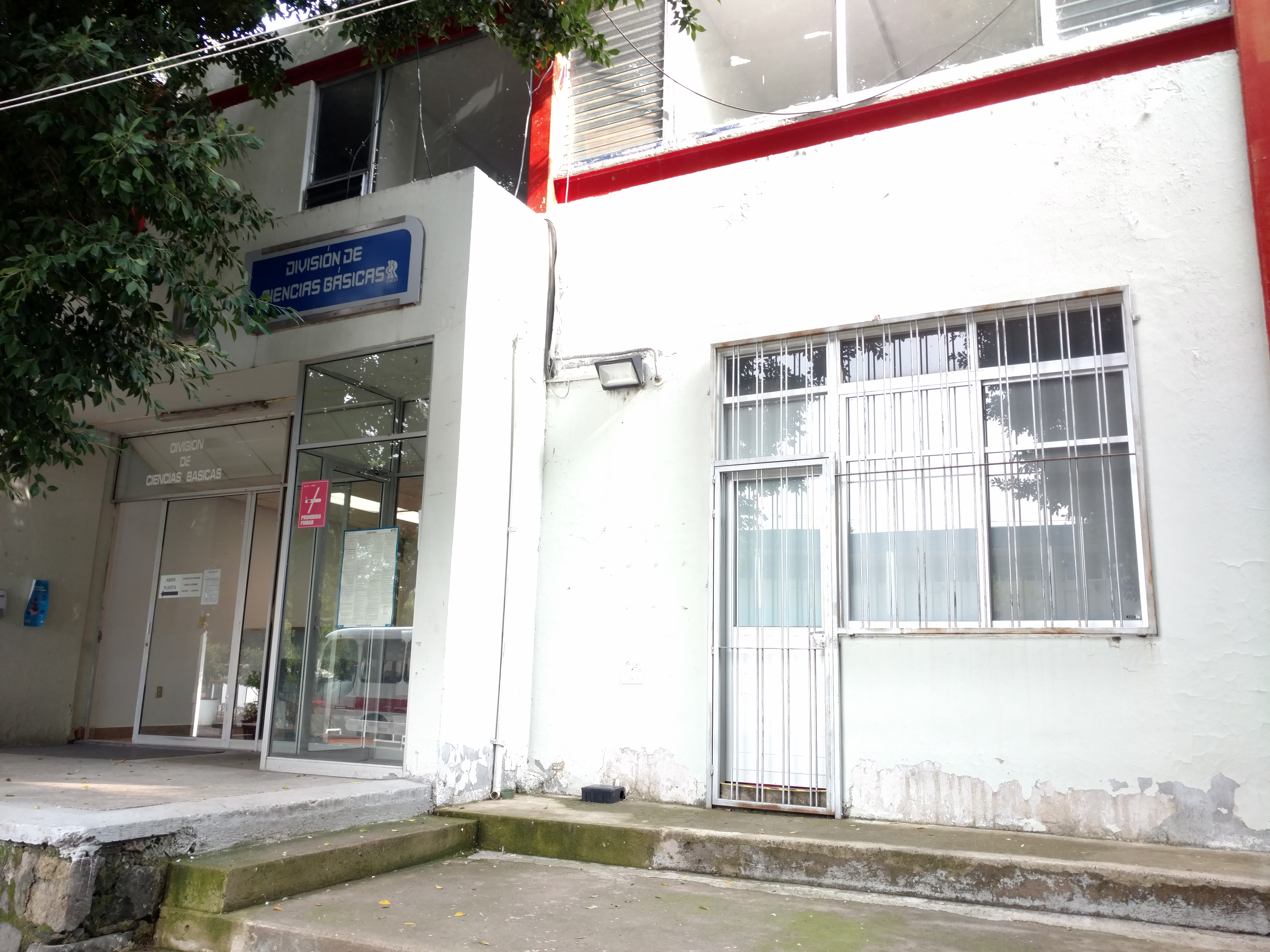
Fachada de la División de Ciencias Básicas

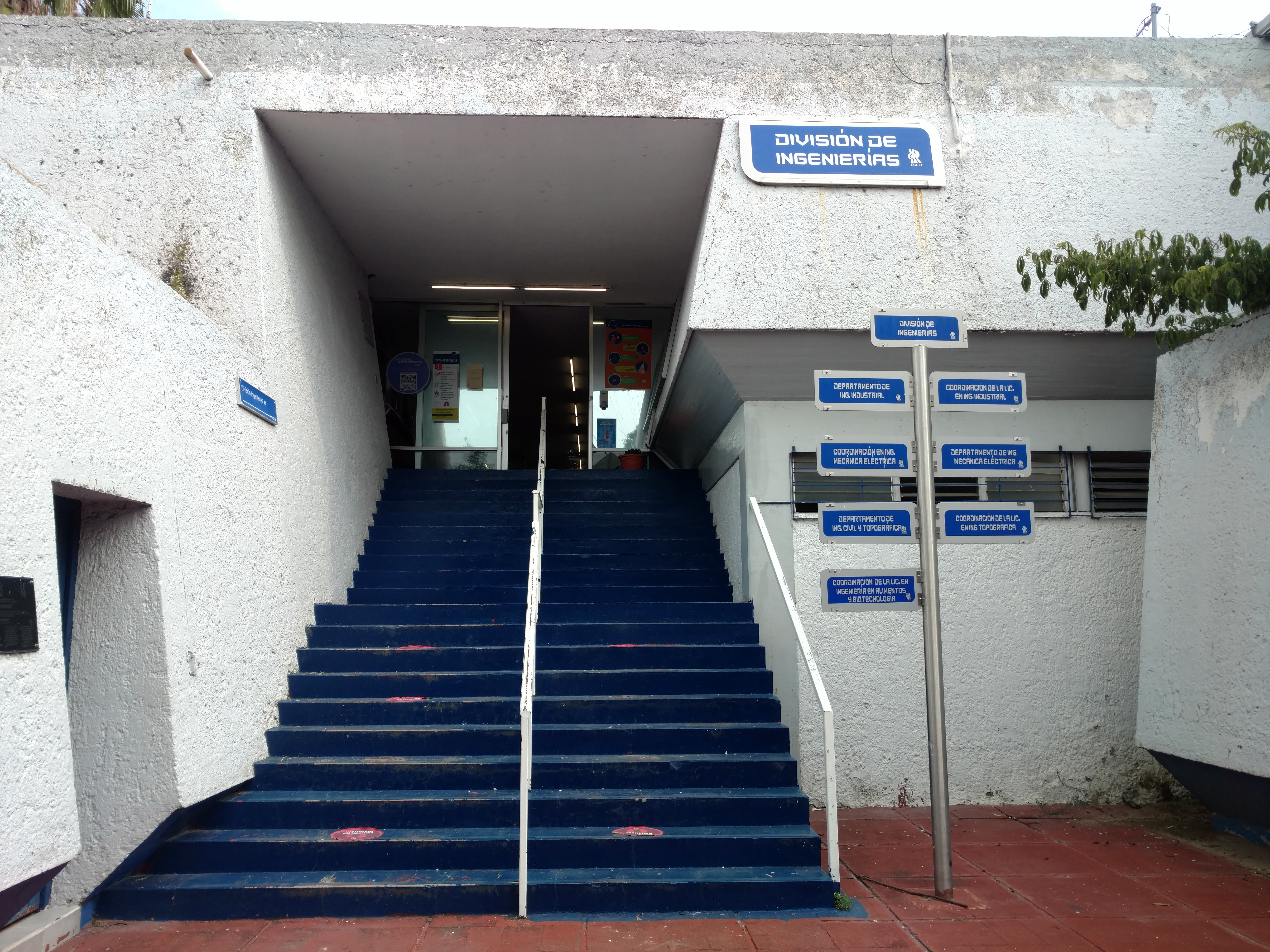
Entrada a la División de Ingenierías

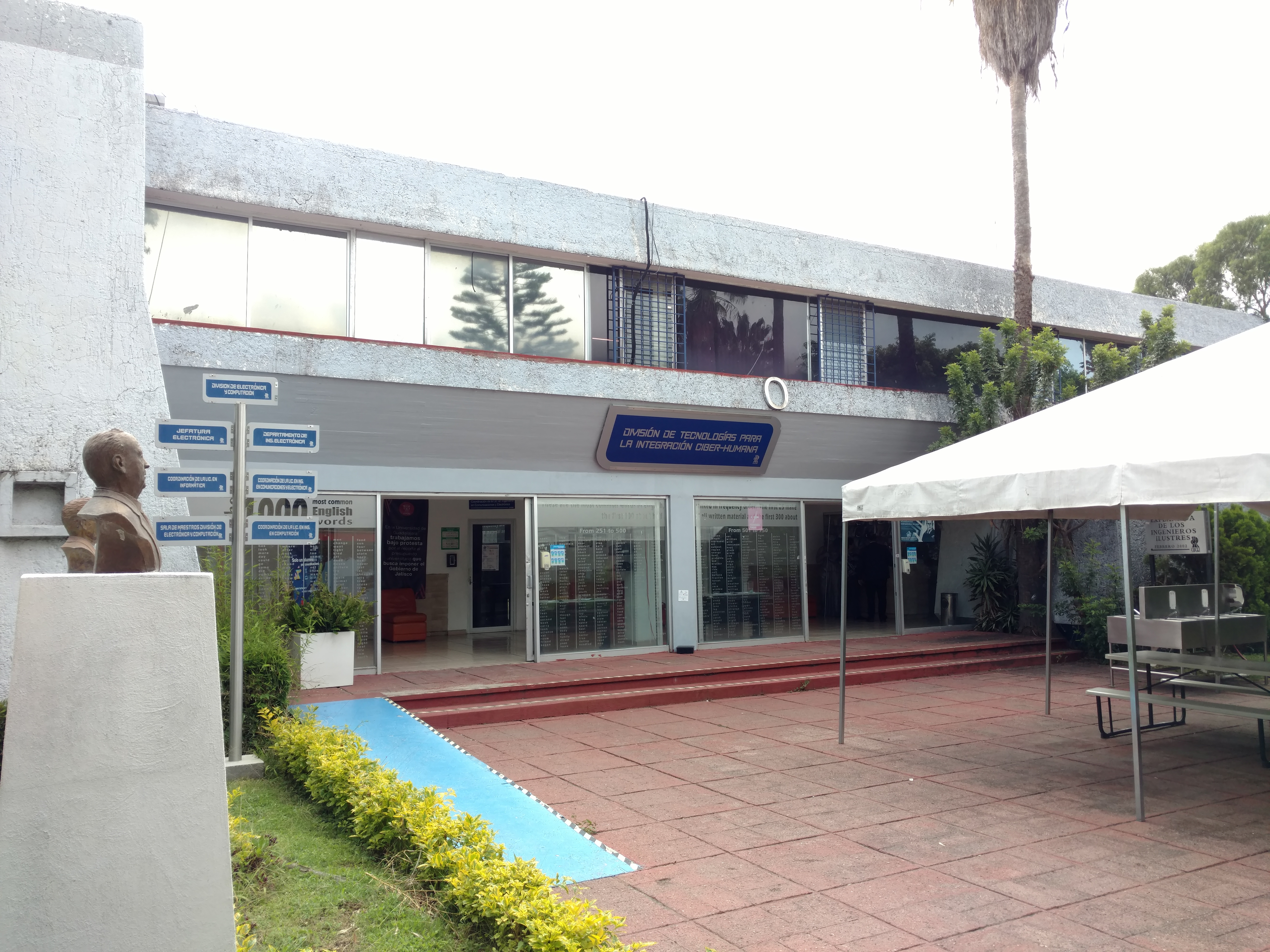
Entrada a la División de Tecnologías para la Integración Ciber-humana

La Rectoría se sustenta en dos secretarías: académica y administrativa. Los órganos colegiados de gobierno se componen en tres niveles: departamental, divisional y de centro. Las funciones sustantivas se desarrollan mediante doce departamentos agrupados en tres divisiones:

### División de Ciencias Básicas
- Departamento de Farmacobiología
- Departamento de Física
- Departamento de Matemáticas
- Departamento de Química

### División de Ingenierías
- Departamento de Ingeniería Civil y Topografía
- Departamento de Ingeniería Industrial
- Departamento de Ingeniería Mecánica Eléctrica
- Departamento de Ingeniería de Proyectos
- Departamento de Ingeniería Química
- Departamento de Madera, Celulosa y Papel

### División de Tecnologías para la Integración Ciber-humana
- Departamento de Bioingeniería Traslacional
- Departamento de Ciencias Computacionales
- Departamento de Ingeniería Electro-Fotónica
- Departamento de Innovación Basada en la Información y el Conocimiento

Opera con base en el modelo departamental y coordinaciones de programas educativos que, en un sentido transversal, vigilan la operación y cumplimiento de los planes de estudio.

## Oferta Académica

### Licenciaturas
- Licenciatura en Física
- Licenciatura en Matemáticas
- Licenciatura en Química
- Licenciatura en Químico Farmacéutico Biólogo
- Licenciatura en Ciencia de Materiales
- Ingeniería Civil
- Ingeniería en Alimentos y Biotecnología
- Ingeniería en Topografía
- Ingeniería Industrial
- Ingeniería Mecánica Eléctrica
- Ingeniería Química
- Ingeniería Informática
- Ingeniería Biomédica
- Ingeniería en Computación
- Ingeniería en Comunicaciones y Electrónica
- Ingeniería Robótica
- Ingeniería en Fotónica
- Ingeniería en Logística y Transporte

### Maestrías
- Maestría en Ciencias en Matemáticas
- Maestría en Ciencias en Ingeniería Eléctrica
- Maestría en Ciencias en Física
- Maestría en Ciencias en Ingeniería Química
- Maestría en Ciencias en Procesos Biotecnológicos
- Maestría en Ciencias en Hidrometeorología con Especialidad en Oceanografía y Meteorología Física
- Maestría en Ciencias en Química
- Maestría en Ciencias de Productos Forestales
- Maestría en Ciencias en Ingeniería Eléctrica
- Maestría en Enseñanza de las Matemáticas
- Maestría en Ciencias de Materiales

### Doctorados
- Doctorado en Ciencias en Física
- Doctorado en Ciencias en Matemáticas
- Doctorado en Ciencias en Ingeniería Química
- Doctorado en Ciencias en Procesos Biotecnológicos
- Doctorado en Ciencia de Materiales
- Doctorado en Ciencias en Electrónica y Computación
- Doctorado en Ciencias en Química

## Portales de apoyo por alumnos
El CUCEI cuenta una estación de radio por Internet: RADIO CUCEI que está en operación desde el 14 de julio de 2011 con una variedad de programas producidos por alumnos y miembros de la comunidad universitaria tanto del CUCEI como de otros centros universitarios de la red de la Universidad de Guadalajara. Así funge como un medio de difusión de actividades relevantes del centro universitario, como son eventos, programación de exámenes, actividades culturales y de entretenimiento.

## Galería

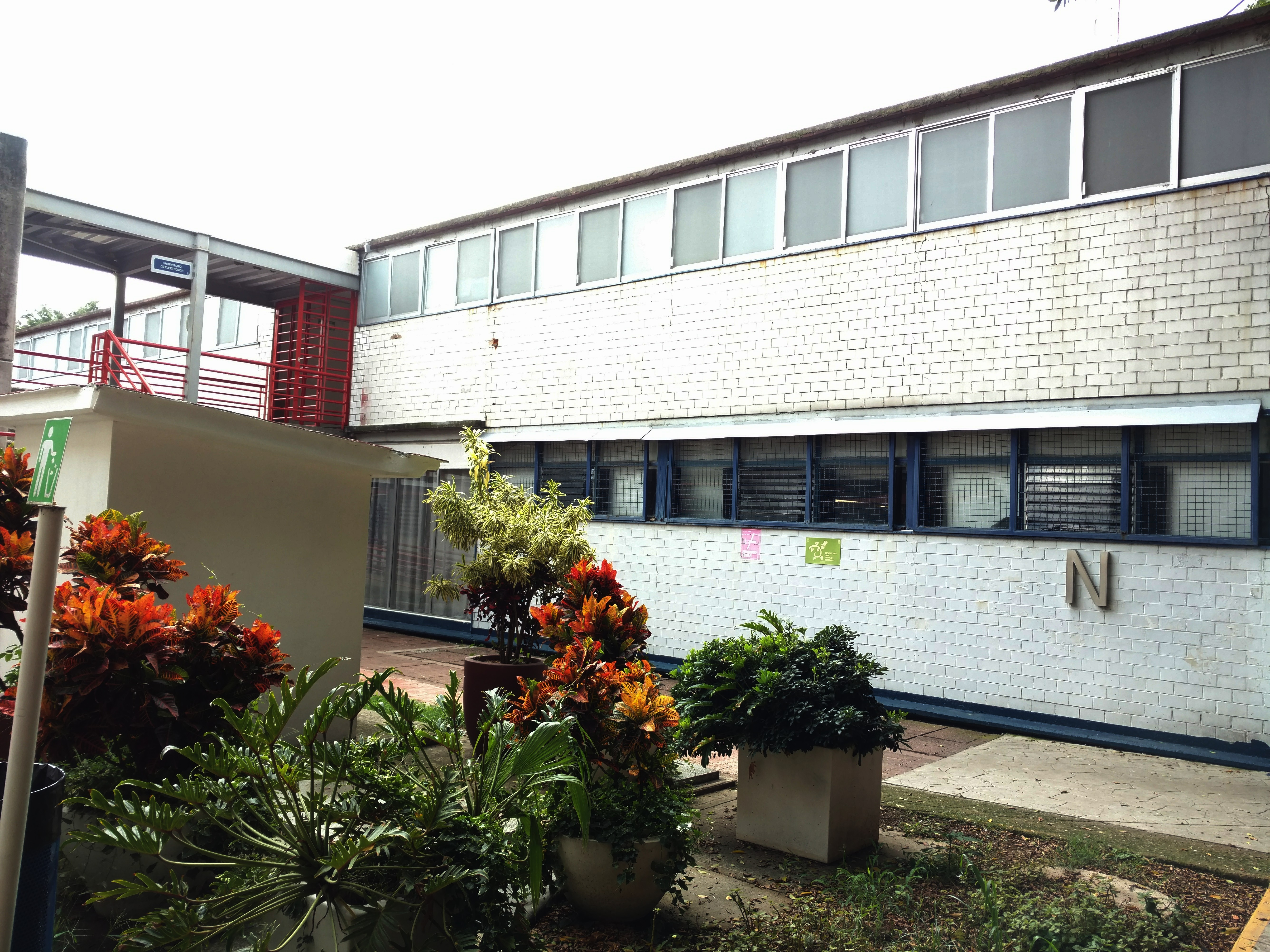
Módulo N
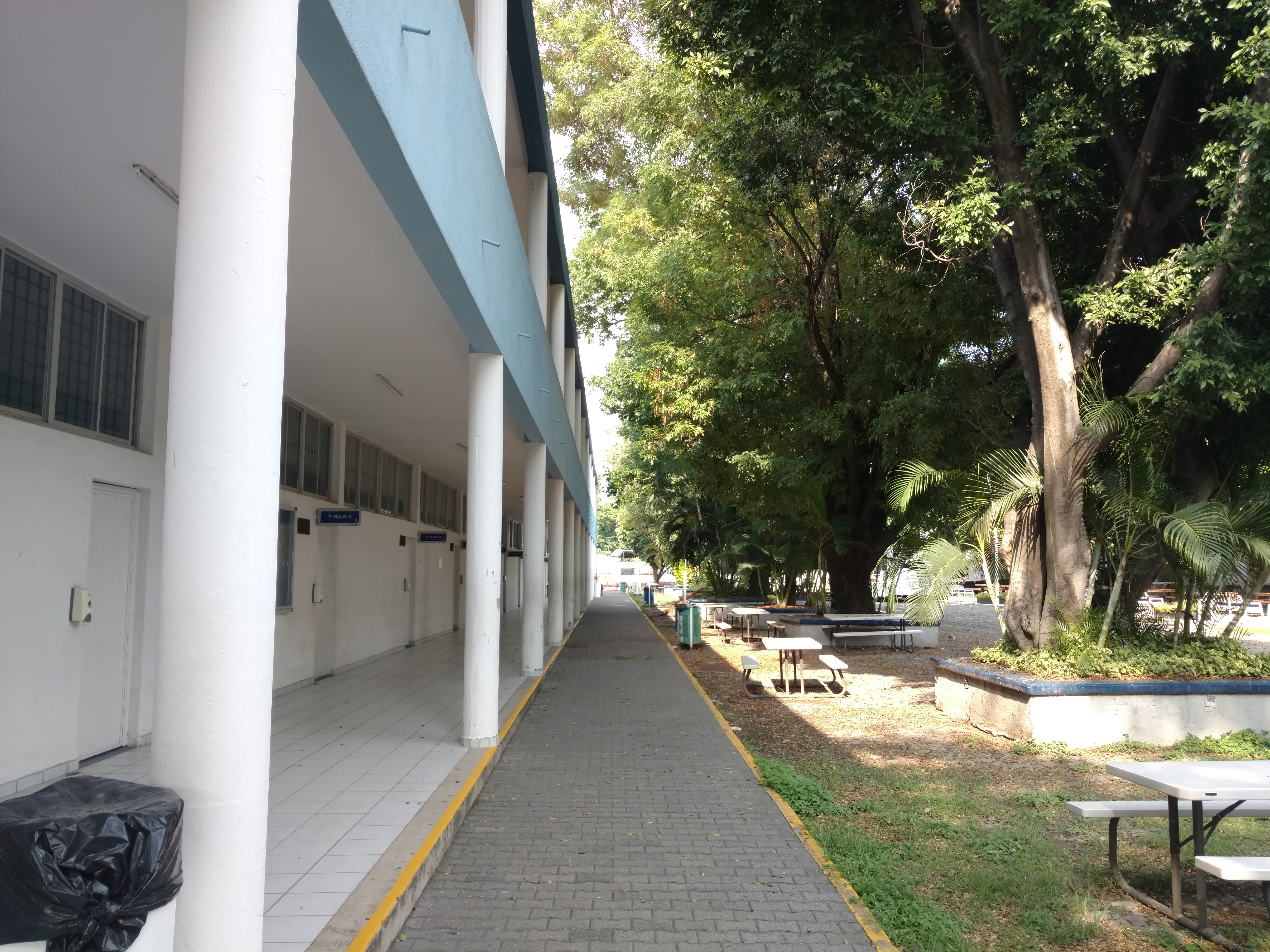
Módulo P
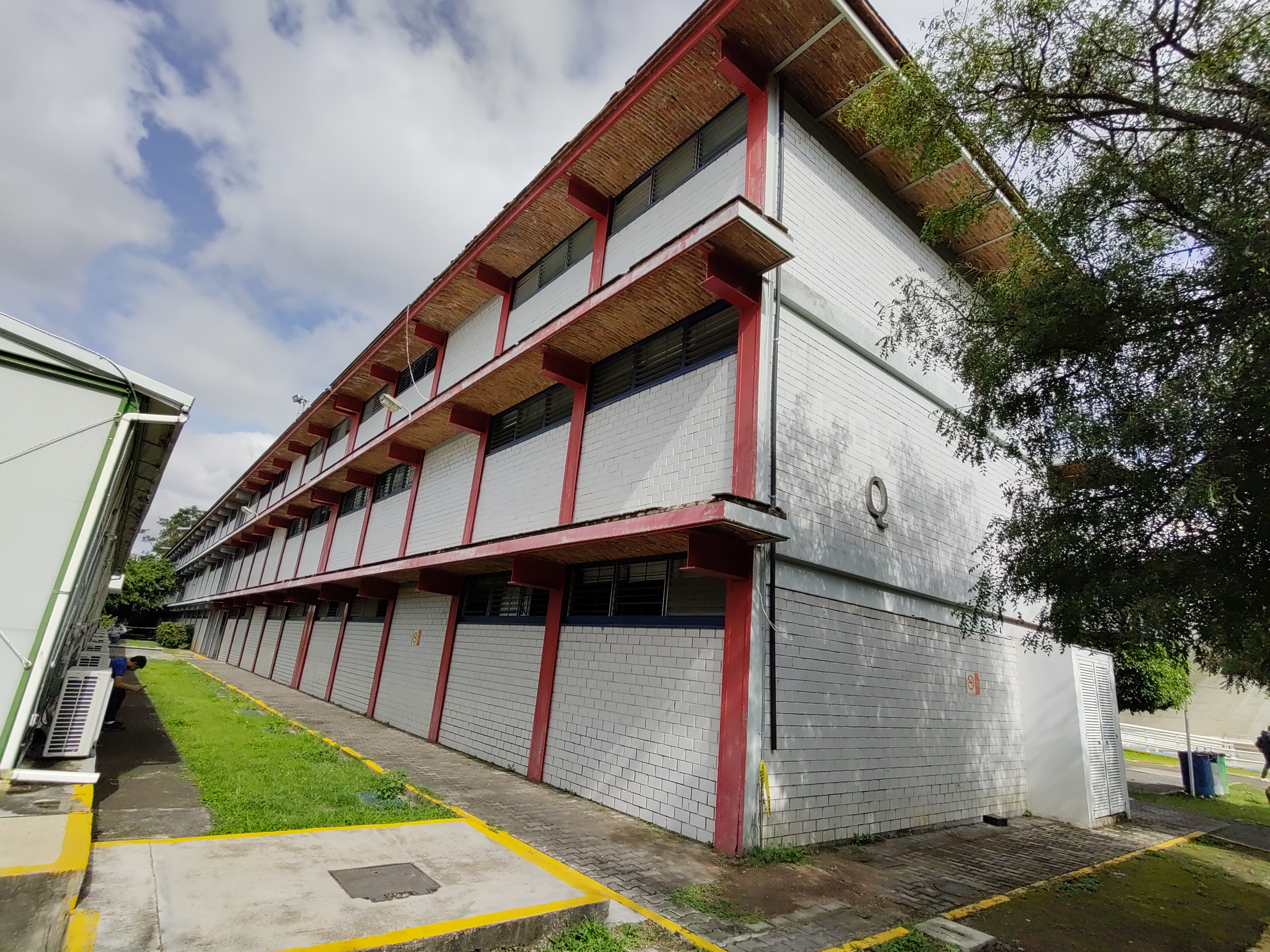
Módulo Q
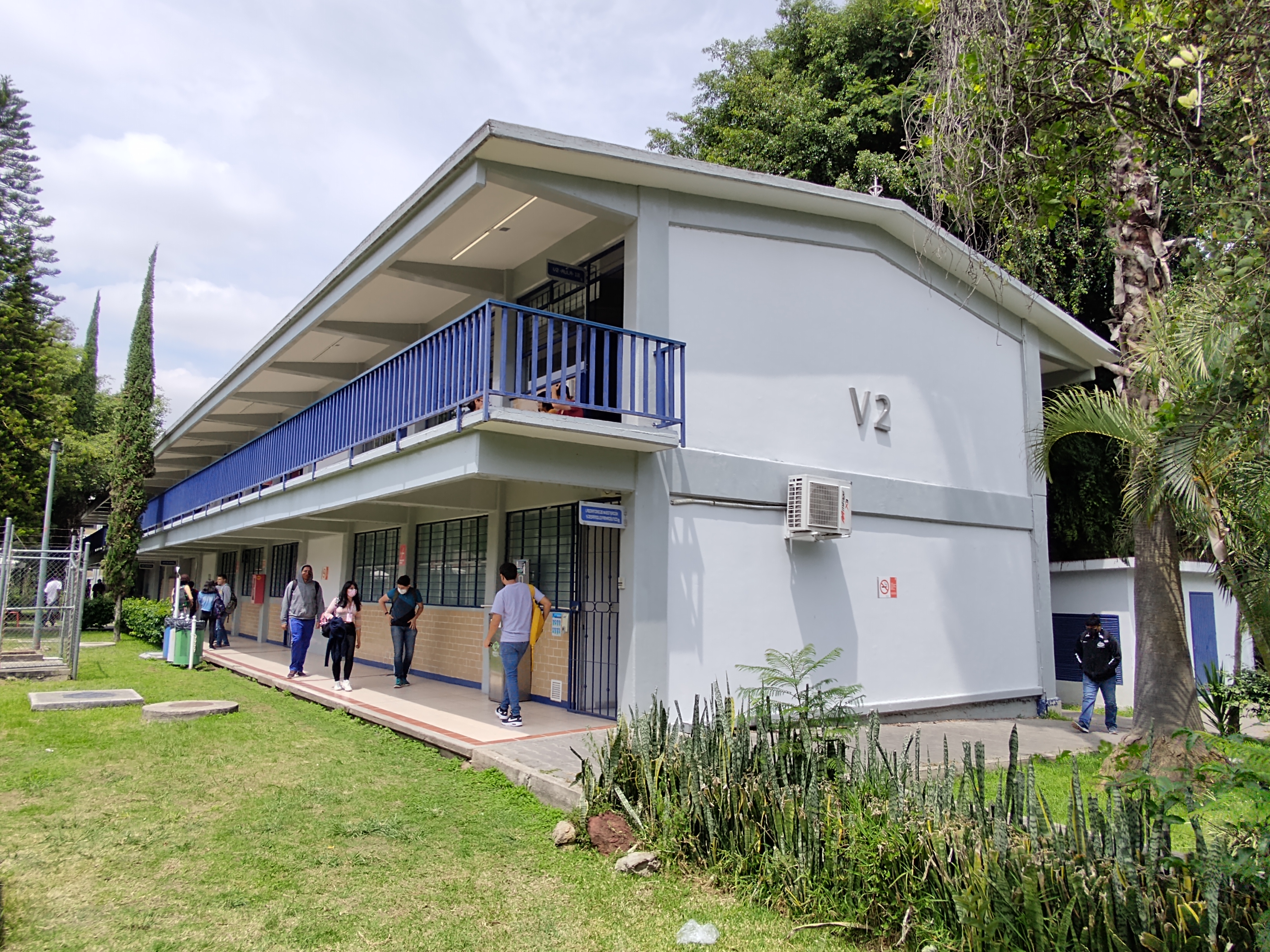
Módulo V2
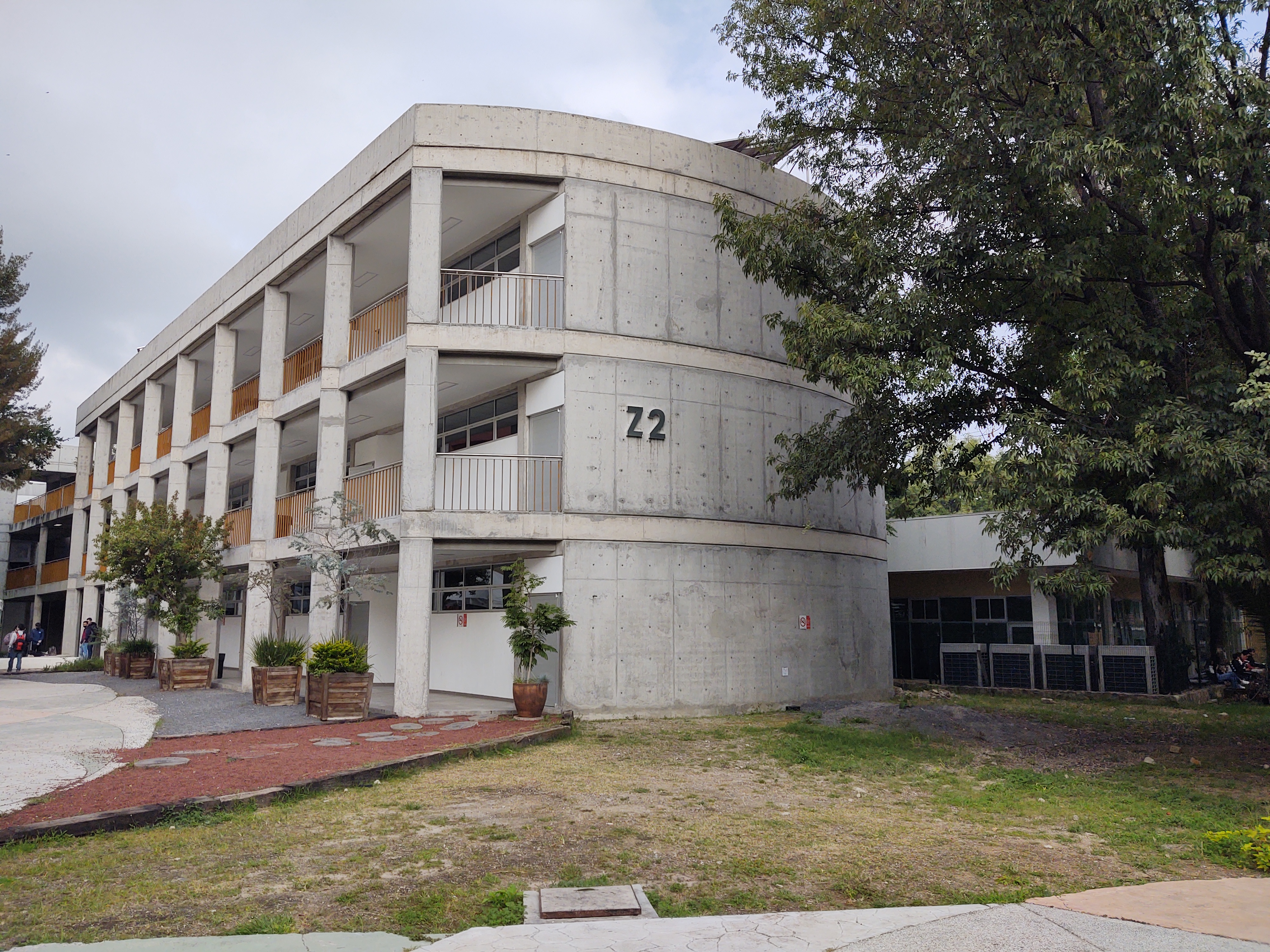
Módulo Z2
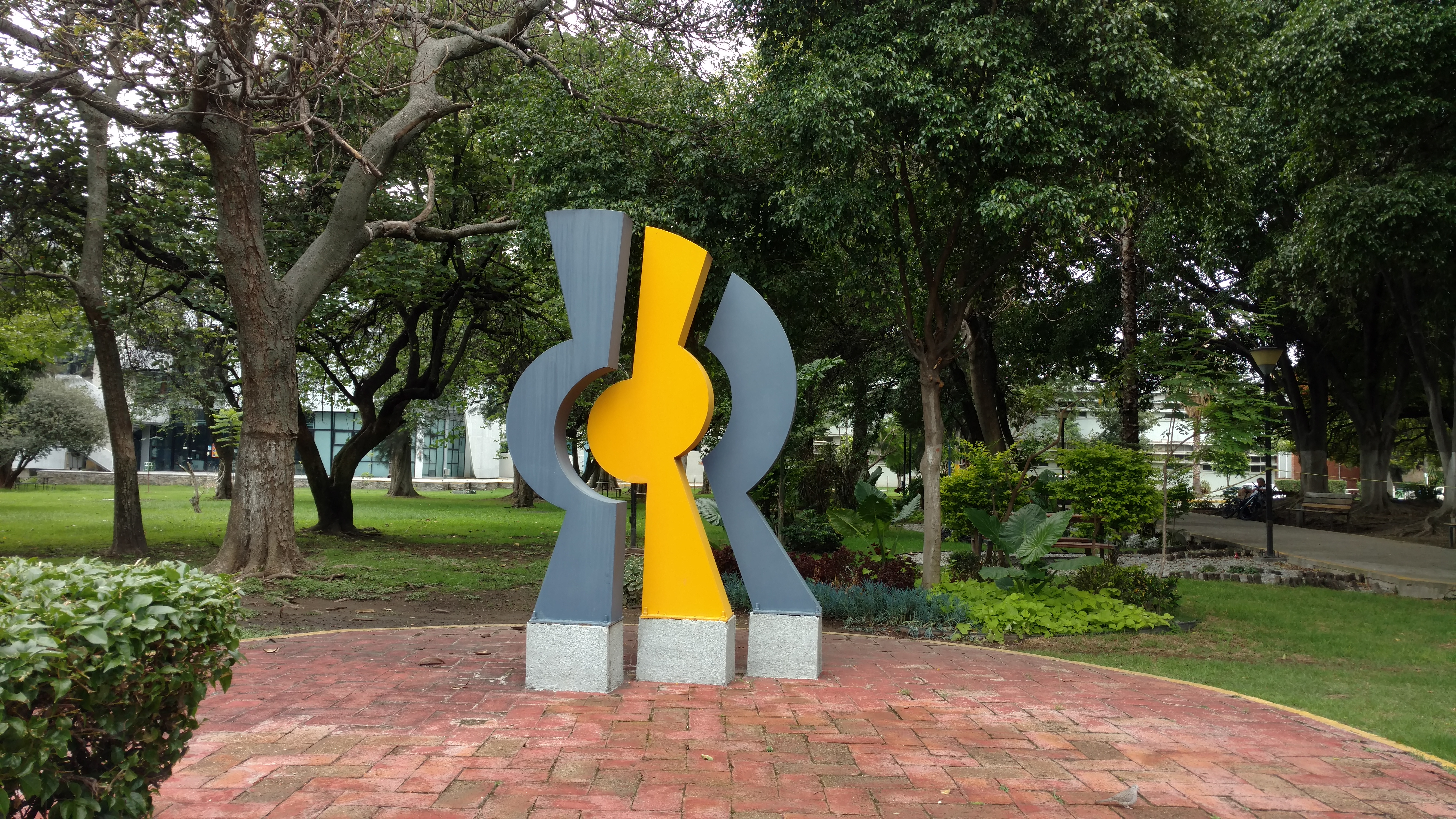
Escultura del logo de CUCEI en el jardín de rectoría
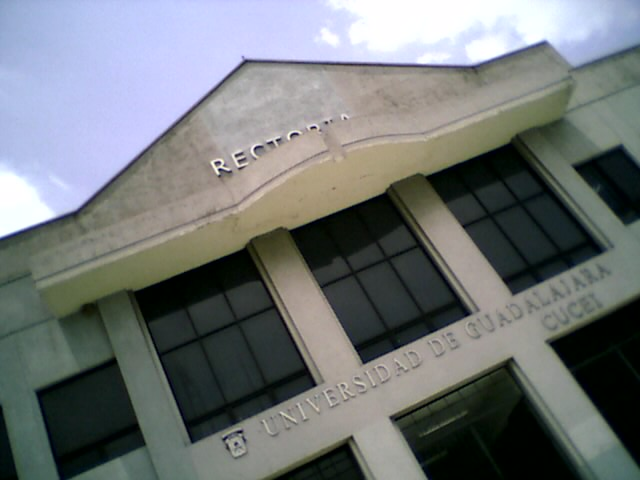
La rectoría del CUCEI en 2008
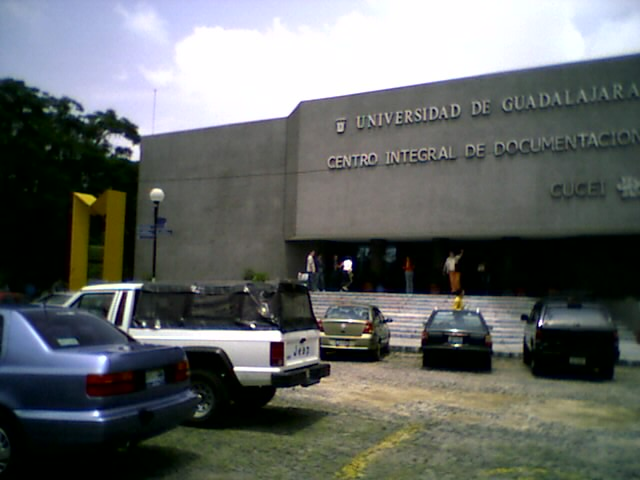
El Centro Integral de Documentación en 2007
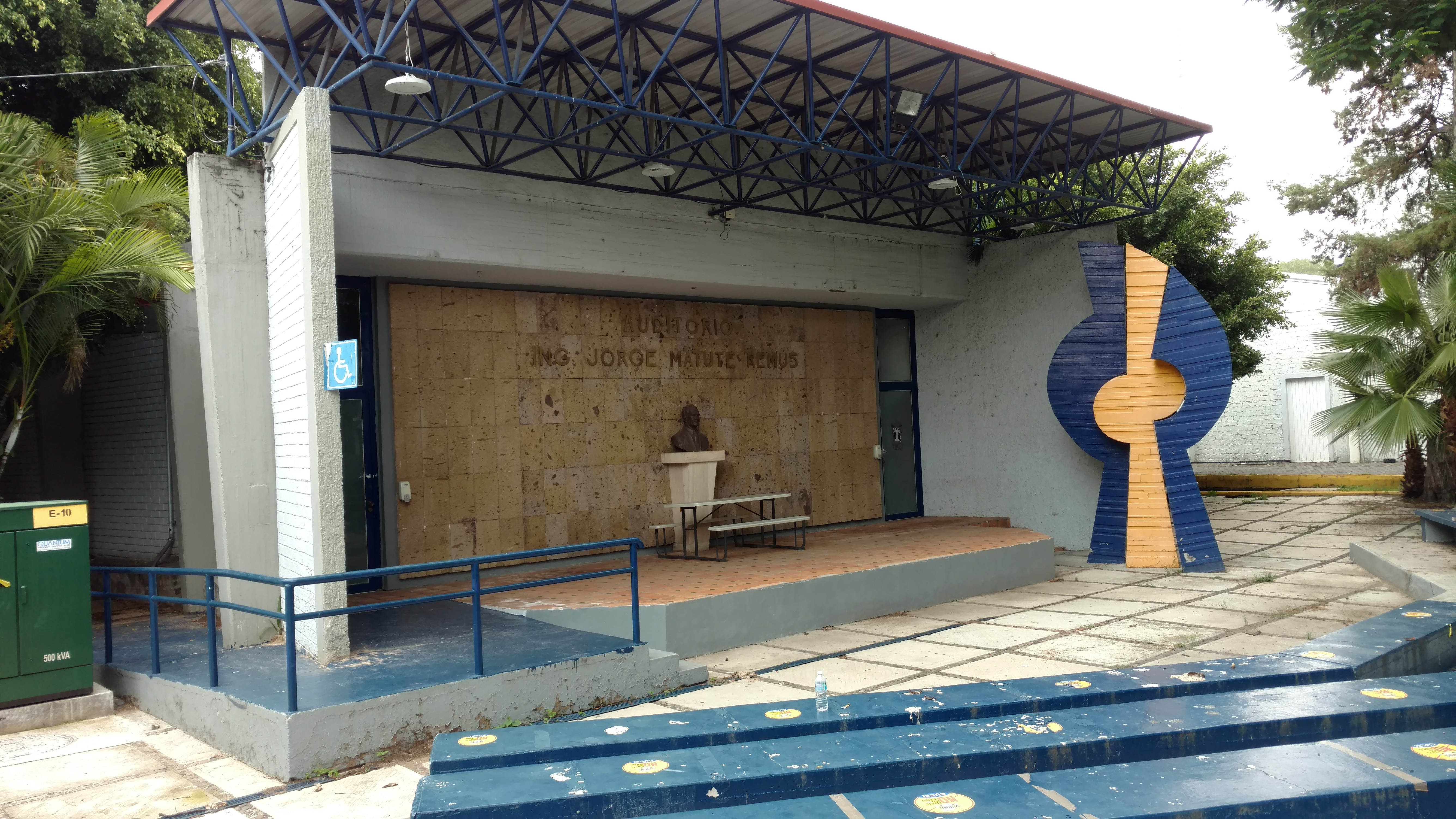
Entrada del Auditorio Jorge Matute Remus, Módulo L2
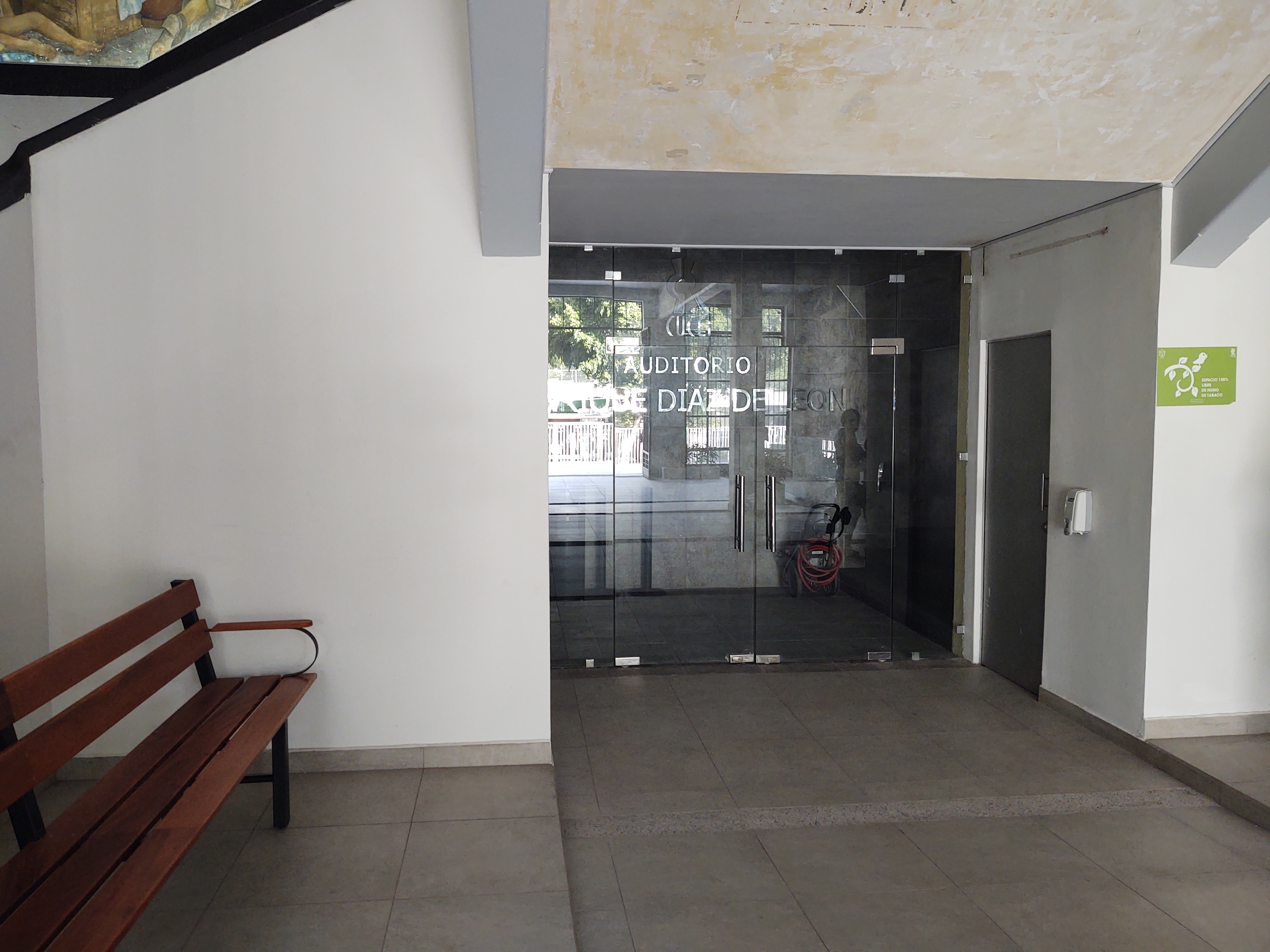
Auditorio Enrique Díaz de León (entrada)